# Bernd Schuster
Bernd Schuster (* 22. prosinec 1959, Augsburg) je německý fotbalový trenér, který naposledy působil v čínském klubu Ta-lien I-fang. Jako bývalý hráč je znám zejména v dresu FC Barcelona, kde strávil osm let. Byl také mnohaletým členem národních týmů Německa.

## Úspěchy

### Hráčské
- FC Barcelona
  - 4× vítěz Primera división (1984/85)
  - 3× vítěz Copa del Rey (1981, 1983, 1988)
  - 1× vítěz Poháru vítězů pohárů (1981/82)
  - 1× vítěz Supercopa de España (1983)
  - 2× vítěz španělského ligového poháru (1983, 1986)

- Real Madrid
  - 2× vítěz Primera división (1988/89, 1989/90)
  - 1× vítěz Copa del Rey (1989)
  - 1× vítěz Supercopa de España (1989)

- Atlético Madrid
  - 2× vítěz Copa del Rey (1991, 1992)

- Německá fotbalová reprezentace
  - zlato z Mistrovství Evropy ve fotbale (1980)

### Trenérské
- Real Madrid
  - 1× vítěz Primera división (2007/08)
  - 1× vítěz Supercopa de España (2008)

### Individuální
- 2× nejlepší zahraniční fotbalista ve španělské lize (1985, 1991)
- 2. místo v anketě Zlatý míč (1980)
- 2× 3. místo v anketě Zlatý míč (1981,1985)

- trenér roku ve španělsku (2006)